# Bambusa laxa
Bambusa laxa är en gräsart som beskrevs av Khoon Meng Wong. Bambusa laxa ingår i släktet Bambusa och familjen gräs. Inga underarter finns listade i Catalogue of Life.